# Лавдовский, Виктор Владимирович
Ви́ктор Влади́мирович Лавдо́вский (11 (24) ноября 1908 — 26 января 1990) — советский астроном, доктор физико-математических наук.
Родился в Великом Устюге 11 (24) ноября 1908 года. В 1928 году поступил в Ленинградский государственный университет, после окончания которого работал в Ташкентской астрономической обсерватории. В 1933—1936 годах учился в аспирантуре Пулковской обсерватории, где с 1936 года стал работать в отделе фотографической астрометрии и звёздной астрономии. В 1940—1947 гг. был учёным секретарём обсерватории.
Основные научные работы относятся к астрометрии и фотометрии. В 1965 году защитил диссертацию на соискание учёной степени доктора физико-математических наук «Исследование тринадцати рассеянных звездных скоплений по собственным движениям и фотометрическим характеристикам звезд» (Л.: Наука, 1965).
Составил каталог собственных движений 14 200 звёзд. Исследовал собственные движения звёзд двойного скопления h и χ в созвездии Персея. Обработал многолетние ряды наблюдений Урана, Нептуна, Плутона и малых планет, полученные на пулковском нормальном астрографе. Занимался проблемами происхождения звёзд. 
Член Международного астрономического союза с 1946 года. Вёл педагогическую и популяризаторскую деятельность.
Умер 26 января 1990 года.

## Источник
- Виктор Владимирович Лавдовский